# Ella zaklęta
Ella zaklęta – amerykańsko-irlandzko-brytyjski film fantasy z 2004 roku na podstawie powieści Gail Carson Levine.

## Główne role
- Anne Hathaway – Ella
- Hugh Dancy – Książę Charmont
- Cary Elwes – Książę regent Edgar
- Aidan McArdle – Slannen
- Joanna Lumley – Dame Olga
- Lucy Punch – Hattie
- Jennifer Higham – Olive
- Minnie Driver – Mandy
- Eric Idle – Narrator
- Steve Coogan – Heston, wąż (głos)
- Jimi Mistry – Benny
- Vivica A. Fox – Lucinda
- Parminder Nagra – Areida
- Jim Carter – Nish
- Patrick Bergin – Sir Peter

## Fabuła
Ella żyje w baśniowej krainie, gdzie dzieci w dniu swoich urodzin otrzymują od swojej wróżki-matki chrzestnej prezent (dar) na całe życie. Ella od swojej Lucindy otrzymuje dar posłuszeństwa. Prezent ten okazuje się być także przekleństwem, gdyż dziewczyna musi wykonywać wszystkie narzucane jej polecenie. Dlatego jest często wykorzystywana przez innych. Ella, by uwolnić się od swojego daru i chcąc sama kierować swoim życiem, wyrusza w niebezpieczną podróż, w której musi przechytrzyć różne istoty.

## Nagrody i nominacje
Nagroda Satelita 2004
- Najlepsze wydanie DVD filmu dla młodych widzów (nominacja)